# Acereros de Monclova
Para el equipo de baloncesto, véase Acereros de Monclova (baloncesto).
Los Acereros de Monclova es un equipo de la Liga Mexicana de Béisbol con sede en Monclova, Coahuila, México.

## Historia
Los Acereros del Norte, que es su nombre oficial, debutaron en la Liga Mexicana de Béisbol el 23 de marzo de 1974 con el nombre de "Mineros de Coahuila", en un partido disputado en contra los ya desaparecidos  Indios de Ciudad Juárez, el cual se llevó a cabo en el Parque Deportivo AHMSA; el mánager del equipo Mineros era el "Sargento Metralla" Tomás Herrera.
En 1971 ya había llegado un equipo de LMB a la región. Los Piratas de Sabinas donde duraron tres años jugando en esta plaza. Y gracias a los esfuerzos del Ing. Harold R. Pape, quien logró que la franquicia se estableciera también en Monclova. Los Mineros de Coahuila nombre con el que inició la plaza de Monclova y que compartía la sede con la ciudad de Sabinas, Coahuila. 
En septiembre de 1973 se manda a construir el Estadio Monclova, gracias al Gobierno del Estado, en aquel entonces el gobernador era el Ing. Eulalio Gutiérrez Treviño.
El 16 de marzo de 1975 se inauguró el Estadio Monclova, con el Juego entre Mineros de Coahuila y los desaparecidos Alijadores de Tampico.
En 1976, llegaron a sus primeros Playoffs, donde fueron eliminados en la primera ronda por los Indios de Ciudad Juárez en 5 juegos.

### Los Acereros
En 1980 nacen para la Liga Mexicana de Béisbol Los Acereros de Monclova, al mando de Víctor Favela. Debido a la huelga de beisbolistas no lograron completar su primera campaña bajo este nombre.
En 1982 regresa el béisbol a la ciudad, pero en esta ocasión con el nombre de Astros, equipo que duraría solamente un año en la ciudad ya que se mudó a la ciudad de Tampico para convertirse en los Astros de Tamaulipas.
En 1983 se adquiere la franquicia de los Dorados de Chihuahua para llamarlos nuevamente Acereros, nombre que han mantenido desde entonces.
En 1985 Monclova avanzó a la postemporada como tercer lugar en la Zona Norte y cayó 4-0 ante los Tecolotes de los Dos Laredos.
En 1986 los Acereros implantaron récord de cuadrangulares en una temporada con 203, igualando además el de más cuadrangulares en un partido. Se clasificaron como líder del Norte con marca de 76-51, con cinco juegos de diferencia sobre Sultanes de Monterrey. Sin embargo, luego de vencer en 6 juegos a los Tecolotes de los Dos Laredos, no pudieron llegar más lejos al ser eliminados en 7 juegos por los Sultanes de Monterrey en su primera final de zona.
En 1987, vino sobre Sultanes de Monterrey y los eliminaron en 5 juegos, pero luego los Tecolotes de los Dos Laredos los eliminaron en 5 juegos en la final de zona. 
En 1989, se enfrentarían a los Tecolotes de los Dos Laredos quienes los eliminaron en 7 juegos en la primera ronda. 
En 1990 de nuevo los Tecolotes de los Dos Laredos volvieron a ser obstáculo al caer en 7 encuentros y se terminó todo en la primera ronda.

### Era GAN
En 1992, el Grupo Acerero del Norte adquiere la franquicia de los Acereros, naciendo la nueva era del equipo, a partir de este momento comenzaron a llamarse oficialmente Acereros del Norte, sin embargo mantienen su distintivo como Monclova (MVA), y por lo mismo también se les sigue considerando como Acereros de Monclova.
En 1993 los Acereros tuvo el tercer lugar en el Norte, pero cayó en 5 juegos con Sultanes de Monterrey.
En 1996 se regresó a playoffs pero Sultanes de Monterrey se impuso 4-2 en la primera ronda.
En 1997 Monclova impone récord de asistencia en toda Liga Mexicana de Béisbol, la confrontación en playoff fue contra Olmecas de Tabasco que se impusieron en 4 juegos.

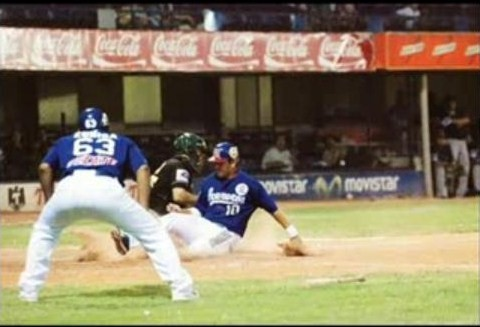
El equipo Acereros del Norte.

#### Primera Final
En 1998, cuando por primera vez en 24 años llegan a una final, en ese año fueron dirigidos por Aurelio Rodríguez, temporada en las que se tuvieron grandes actuaciones de Jesús "chito" Ríos, Juan Manuel Palafox, y el poder ofensivo de Boi Rodríguez y Luis Raven. En esa postemporada, Monclova se impuso ante los Langosteros de Cancún en 6 partidos y luego a los entonces campeones Tigres Capitalinos en 7 juegos. Sin embargo, la final fue todo lo contrario al caer en 4 juegos a manos de los Guerreros de Oaxaca, dirigidos en aquel entonces por Nelson Barrera Romellón.
En 1999 barrieron a Langosteros de Cancún, pero los Tigres Capitalinos se impuso ante los Acereros 4-2.

#### Nuevo Milenio
En el 2001 Acereros ganó la primera ronda eliminando a los Broncos de Reynosa en 6 juegos, pero los Diablos Rojos de México se impusieron 4-2.
En el 2002 se enfrentarían a los Diablos Rojos del México en la primera ronda donde cayeron en 5 partidos.
En el 2005 clasificaban 6 equipos por cada zona, por lo que Acereros obtuvo su pase a play offs al terminar en sexto lugar de la zona norte, se enfrentaron en la primera ronda a los Potros de Tijuana donde fueron eliminados en 5 juegos. 
En el 2007 bajo el mando de Juan Francisco Rodríguez lograron recuperarse de una mala primera vuelta en donde quedaron en septimó lugar de la Zona Norte, pero que en la segunda vuelta quedaron en tercer lugar, y esto les valió para clasificarse a los playoff, en donde fueron eliminados por Sultanes de Monterrey en 7 juegos.
En el 2008 lograron obtener el primer lugar de la Liga Mexicana de Béisbol teniendo una gran campaña, pasando a playoffs eliminado a los Dorados de Chihuahua en 7 juegos, pasando a la final de la Zona Norte enfrentando a los Sultanes de Monterrey quienes derrotaron a los Acereros en 4 juegos.
En 2013 toma las riendas Homar Rojas a mitad de temporada llevándolos a terminar como quinto lugar de la Zona Norte teniendo la oportunidad de jugar por un boleto a postemporada en un juego de eliminación directa contra el cuarto lugar y clasificar como comodín, sistema que se establecía por primera vez en la liga, el rival fue el equipo de Diablos Rojos del México, ante el que cayeron por 7-3 en el Foro Sol.
En 2014 clasifican a postemporada de manera directa después de terminar como segundo lugar de la zona norte, con récord de 60-51 con un porcentaje de 0.541. Fueron vencidos por los Sultanes de Monterrey en 4 juegos.

#### Segunda Final
En 2015 terminan nuevamente como segundo lugar de la zona norte, con un récord de 59-51 con un porcentaje de 0.536, comandados por Homar Rojas y contando con las grandes actuaciones de los lanzadores Josh Lowey,  Juan Antonio Peña y José Pablo Oyervídez así como de una poderosa ofensiva liderada por Olmo Rosario, José Julio Ruiz, Brett Harper y José "Chapito" Amador . En postemporada se daría por primera vez un Clásico Coahuilense al enfrentar a los Saraperos de Saltillo, a los que vencieron en 7 partidos para obtener su pase a la final de zona. En el segundo juego de la serie el mexico-americano José Pablo Oyervídez se quedó cerca de lanzar un juego sin hit ni carrera cuando en la octava entrada, ya con dos hombres fuera Christian Zazueta logra conectarle un hit hacía el jardín central en un encuentro que ganó el equipo de Monclova 1 carrera a 0. En la final de zona se enfrentaron contra Toros de Tijuana a los que también vencieron en 7 partidos cargados de emociones para ambos equipos, en el primer encuentro de la serie Monclova logra remontar en la novena entrada para llevar el juego a extra innings y dejar en el terreno a los Toros, en el segundo partido de la serie el estadounidense Brett Harper conectaría cuadrangular en la octava entrada con un hombre en base para dar la vuelta al partido y poner el marcador 5-4 a favor de Monclova, el equipo se repondría de un golpe anímico al ser derrotados en el tercer y cuarto juego de la serie 14-5 y 6-5 respectivamente, logrando ganar el quinto partido y regresar con ventaja a su casa. En el sexto juego cuando Monclova ganaba 4-2 en la novena entrada y ya con dos hombres fuera, Tijuana logró hacer un rally de 6 carreras gracias a un home run de campo de Miguel Olivo con la casa llena, en el séptimo y definitivo partido Monclova se interpondría a los Toros 2 carreras a 1, partido en donde sobresalió el bullpen del equipo, donde el lanzador estelar Josh Lowey entraría en labor de relevo con apenas dos días de descanso para enfrentar a 11 hombres en 3.1 entradas y de esta manera lograr su pase a la Serie del Rey después de 17 años. En la Serie del Rey se enfrentaron contra los Tigres de Quintana Roo con los que cayeron en 5 partidos. En los primeros dos encuentros el equipo de Tigres vino de atrás para vencer a los Acereros 9-8 y 8-7, en el tercer partido Monclova se impuso 5 carreras por 3 en un juego que tuvo que ser jugado en dos partes debido a la lluvia, para que de esta manera Monclova ganara su primer partido de una serie final en su historia. en el quinto partido Monclova caería 7-4 después de haber empatado con un cuadrangular de José "Chapito" Amador en la novena entrada ya con dos hombres fuera, pero los Tigres harían rally de 3 en la décima entrada. En el quinto partido los Tigres ganarían 9-0 para coronarse campeones. Como dato curioso en la postemporada el equipo de Acereros cometió 21 errores a la defensiva, 4 de ellos en la primera ronda, 9 en la final de zona y 8 en la serie final.
En la temporada 2016 clasificaron como segundo lugar de la zona norte con récord de 69-43 y un porcentaje de 0.616. En esta ocasión fueron vencidos por los Toros de Tijuana en 4 juegos de la primera ronda de playoffs.

### Era GIMSA
El 6 de diciembre de 2016 se autorizó al Lic. Gerardo Benavides Pape la compra del 90% de las acciones del equipo comenzando una nueva era en la historia de la franquicia.
Durante la temporada 2017 bajo la era GIMSA clasifican a postemporada de manera directa después de terminar como tercer lugar de la zona norte, con récord de 67-41 con un porcentaje de 0.620. Fueron vencidos por los Sultanes de Monterrey en 4 juegos en la primera ronda de playoffs.
En el torneo primavera 2018 clasifican a postemporada de manera directa después de terminar como cuarto lugar de la zona norte, con récord de 29-27 con un porcentaje de 0.518. Fueron vencidos por los Sultanes de Monterrey en 6 juegos nuevamente en la primera ronda de playoffs.
Para la temporada otoño 2018 volvieron a clasificar a postemporada de manera directa al terminar como primer lugar de la zona norte, con récord de 42-14 con un porcentaje de 0.750. En la primera ronda de playoffs eliminaron a los Tecolotes de los Dos Laredos en 5 juegos, pero fueron vencidos nuevamente por los Sultanes de Monterrey en la Final Norteña en 5 juegos.

#### Tercer Final y Primer Campeonato
En 2019 clasifican a postemporada de manera directa tras terminar como segundo lugar de la zona norte, con récord de 75-45 con un porcentaje de 0.625. Dirigidos por Pat Listach el equipo de Monclova dejó en la primera ronda de playoffs a los Sultanes de Monterrey en una serie que se extendió a 7 juegos y a quienes no ganaban en postemporada desde 1987, posteriormente se coronaron campeones de la Zona Norte al vencer a los Toros de Tijuana nuevamente en 7 juegos. En una Serie del Rey inédita los Acereros se coronaron campeones por primera vez en su historia al vencer a los Leones de Yucatán en una serie que se volvió a extender a 7 juegos, donde el juego definitivo fue a favor de Monclova 9 a 5.
El trofeo de Jugador Más Valioso fue para Noah Perio, quien en la Serie del Rey tuvo 3 home runs, dos de ellos en los juegos 6 y 7 para empatar el marcador, 7 carreras producidas, además bateó para .440 en siete juegos y lució a la defensiva en el jardín derecho.

#### Organización
Cada año cuentan con una excelente inauguración, invitando a equipos de porristas locales para fomentar el deporte en los jóvenes monclovenses. Los equipos que cada año se presentan y los cuales están muy reconocidos en la localidad por su excelente trabajo son: Escuela de Porristas Escorpiones, del Instituto Municipal del Deporte, Coyotes Mixto del C.B.T.I.S 36, Halcones de la Facultad de Contaduría y Administración, Fusión Lobos de la Universidad Autónoma de Coahuila. En estos últimos años la academia de baile Weekend ha sido la encargado del show inaugural en 3 ocasiones.
Actualmente el equipo Acereros cuenta con tres sucursales en diferentes ligas del país, dos en conjunto con los Pericos de Puebla, los Algodoneros de San Luis en la Liga Norte de México y los Cajeteros de Celaya en la Liga Invernal Mexicana. Además de un equipo en la Liga de la Academia de Béisbol "Ing. Alejo Peralta y Díaz Ceballos" de Clase A.

## Estadio

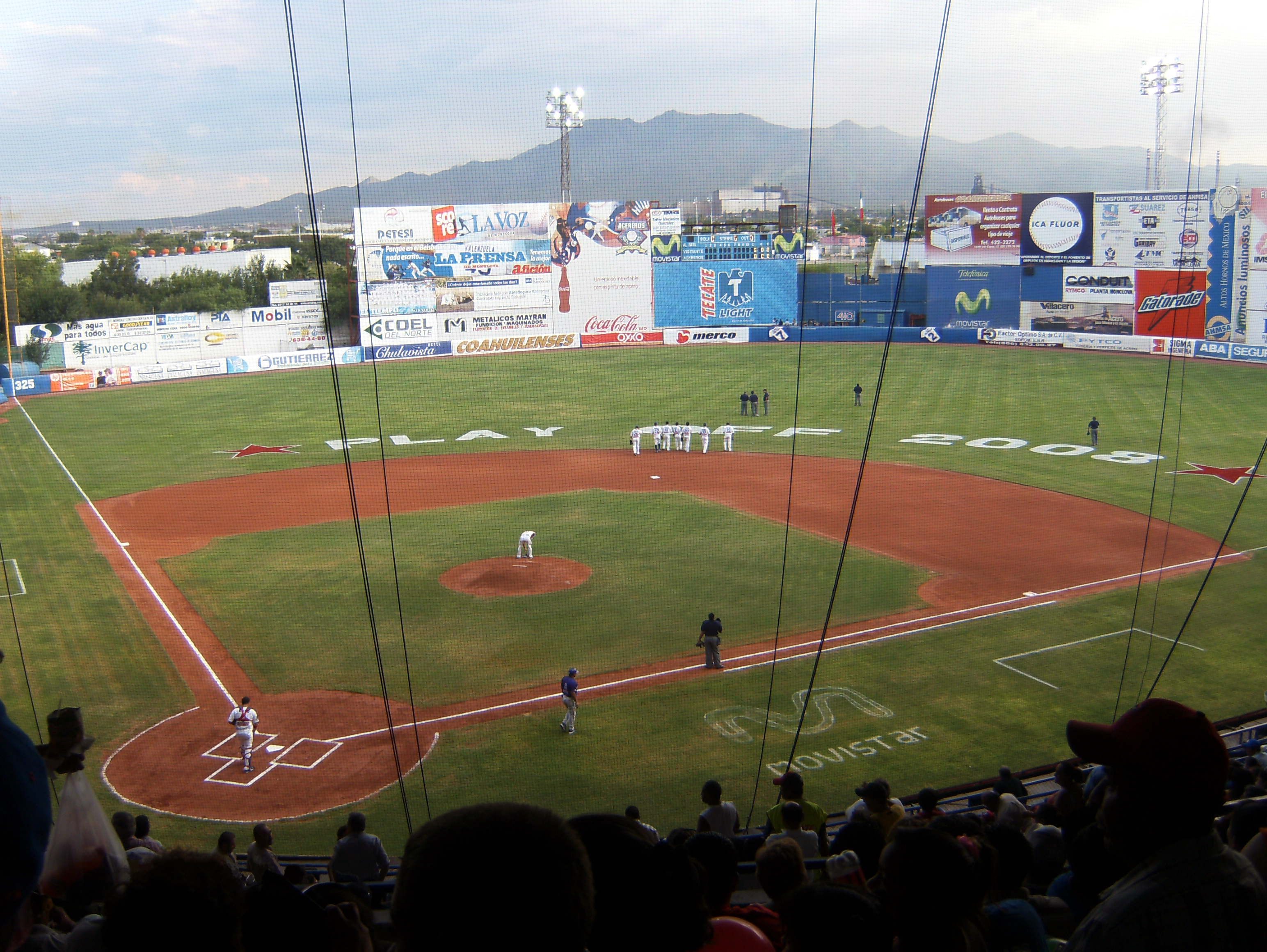
Estadio Monclova en los Play Offs 2008.

El Estadio Monclova es un estadio de béisbol localizado en Monclova, Coahuila, México. Es casa de los Acereros del Norte. Tiene superficie de pasto natural y capacidad para 8,500 aficionados. Fue inaugurado el 16 de marzo de 1975 y remodelado y ampliado en 1996.
El Estadio Monclova se remodeló de nuevo para la Temporada 2011, entre lo más sobresaliente es que se instaló la pantalla de mejor definición del circuito de LMB.
Para la temporada 2012 el Estadio Monclova se remodeló de nuevo, contando en un 80% con butacas abatibles, lo que lo deja como uno de los más cómodos de la Liga Mexicana de Béisbol, el resto del estadio tiene sillas normales.

## Jugadores

### Roster actual
Actualizado al 20 de abril de 2023.
| Acereros del Norte Roster 2023           |    |                                    |                    |
| C U E R P O T É C N I C O                |    |                                    |                    |
| Mánager                                  | 36 | Bandera de Puerto Rico             | Edwin Rodríguez    |
| Coach de Pitcheo                         | 16 | Bandera de Puerto Rico             | Giancarlo Alvarado |
| Coach de Bateo                           | 22 | Bandera de Estados Unidos          | Darryl Brinkley    |
| J U G A D O R E S                        |    |                                    |                    |
| L A N Z A D O R E S                      |    |                                    |                    |
| Batea: D / Tira: D                       | 46 | Bandera de México                  | Carlos Bustamante  |
| Batea: D / Tira: D                       | 57 | Bandera de Estados Unidos          | Deunthe Heath      |
| Batea: D / Tira: D                       | 61 | Bandera de México                  | José Rolando Mora  |
| Batea: D / Tira: D                       | 24 | Bandera de Estados Unidos          | Ernesto Zaragoza   |
| Batea: D / Tira: D                       | 6  | Bandera de México                  | Francisco Ríos     |
| Batea: D / Tira: Z                       | 62 | Bandera de la República Dominicana | Héctor Santiago    |
| Batea: D / Tira: D                       | 88 | Bandera de Estados Unidos          | Jake Barrett       |
| Batea: D / Tira: D                       | 53 | Bandera de Estados Unidos          | Joe Pulido         |
| Batea: D / Tira: D                       | 99 | Bandera de Estados Unidos          | Joe Riley          |
| Batea: D / Tira: D                       | 58 | Bandera de Estados Unidos          | Kyle Serrano       |
| Batea: D / Tira: D                       | 29 | Bandera de Estados Unidos          | Rubén Alaniz       |
| Batea: D / Tira: D                       | 26 | Bandera de Estados Unidos          | Sam Tuivaila       |
| Batea: Z / Tira: Z                       | 40 | Bandera de Estados Unidos          | Sebastián Kessay   |
| Batea: D / Tira: D                       | 15 | Bandera de Estados Unidos          | Stevie Ledesma     |
| Batea: Z / Tira: Z                       | 45 | Bandera de Estados Unidos          | Vidal Nuño         |
| Batea: D / Tira: D                       | 20 | Bandera de México                  | Wilmer Ríos        |
| Batea: D / Tira: D                       | 47 | Bandera de la República Dominicana | Wirfin Obispo      |
| R E C E P T O R E S                      |    |                                    |                    |
| Batea: Z / Tira: D                       | 10 | Bandera de Estados Unidos          | Logan Moore        |
| Batea: Z / Tira: D                       | 25 | Bandera de Estados Unidos          | Chance Sisco       |
| J U G A D O R E S D E C U A D R O        |    |                                    |                    |
| Parador en corto - Batea: D / Tira: D    | 9  | Bandera de Estados Unidos          | Alex Mejía         |
| Tercera base - Batea: Z / Tira: D        | 48 | Bandera de México                  | Rodolfo Amador     |
| Segunda base - Batea: Z / Tira: D        | 8  | Bandera de Estados Unidos          | Noah Perio         |
| Parador en corto - Batea: A / Tira: D    | 55 | Bandera de México                  | Aldo Nuñez         |
| Primera base - Batea: D / Tira: D        | 33 | Bandera de Estados Unidos          | Chris Carter       |
| Primera base - Batea: D / Tira: D        | 32 | Bandera de Estados Unidos          | David Maberry      |
| Primera base - Batea: D / Tira: D        | 73 | Bandera de la República Dominicana | Yermín Mercedes    |
| J A R D I N E R O S                      |    |                                    |                    |
| Jardinero central - Batea: A / Tira: D   | 3  | Bandera de Estados Unidos          | Chris Roberson     |
| Jardinero izquierdo - Batea: A / Tira: D | 77 | Bandera de México                  | Edson García       |
| Jardinero derecho - Batea: Z / Tira: D   | 18 | Bandera de Estados Unidos          | Matthew Acosta     |
| Jardinero izquierdo - Batea: Z / Tira: D | 4  | Bandera de Estados Unidos          | BJ Boyd            |
| Jardinero izquierdo - Batea: Z / Tira: Z | 70 | Bandera de Estados Unidos          | Alex Dickerson     |
| Jardinero central - Batea: Z / Tira: D   | 39 | Bandera de Estados Unidos          | Juan Pérez         |

 =  Cuenta con nacionalidad mexicana. 

### Jugadores destacados
- Nerio Rodríguez.
- Boi Rodríguez.
- Ricardo Sáenz.
- Jesús "Chito" Ríos.
- Chris Carter.
- José Amador
- Josh Lowey

### Números retirados
- 2 Leo Valenzuela.
- 7 Aurelio Rodríguez.
- 28 Aurelio Monteagudo.
- 31 Ricardo Sáenz.
- 34 Fernando Valenzuela.[11]

### Novatos del año
- 1985  Florentino Vázquez.
- 1989  Germán Leyva.
- 2006  Iván Terrazas.

### Campeones Individuales

#### Campeones Bateadores
| Año  | Nombre           | Porcentaje |
| ---- | ---------------- | ---------- |
| 1992 | Raúl Pérez Tovar | .416       |

#### Campeones Productores
| Año   | Nombre            | Producidas |
| ----- | ----------------- | ---------- |
| 1999  | Boi Rodríguez     | 105        |
| 2001  | Boi Rodríguez     | 100        |
| P2018 | Jesús Castillo    | 57         |
| O2018 | Francisco Peguero | 60         |
| 2019  | Chris Carter      | 119        |

#### Campeones Jonroneros
| Año  | Nombre        | Jonrones |
| ---- | ------------- | -------- |
| 2001 | Boi Rodríguez | 33       |
| 2019 | Chris Carter  | 49       |

#### Campeones de Bases Robadas
| Año  | Nombre          | Bases |
| ---- | --------------- | ----- |
| 1999 | Boi Rodríguez   | 43    |
| 2017 | Justin Green(1) | 51    |

#### Campeones de Juegos Ganados
| Año   | Nombre            | Récord |
| ----- | ----------------- | ------ |
| 1994  | Francisco Montaño | 19-1   |
| 1998  | Jesús Chito Ríos  | 16-6   |
| 2007  | Nerio Rodríguez   | 13-3   |
| 2008  | Nerio Rodríguez   | 17-3   |
| 2015  | Josh Lowey        | 13-6   |
| P2018 | Josh Lowey        | 8-2    |
| 2022  | Wilmer Ríos       | 9-4    |
| 2025  | Wilmer Ríos       | 10-6   |

#### Campeones de Efectividad
| Año   | Nombre       | Porcentaje |
| ----- | ------------ | ---------- |
| 1990  | Guy Normand  | 2.08       |
| 2016  | Josh Lowey   | 1.65       |
| O2018 | André Rienzo | 0.76       |
| 2024  | Zac Grotz    | 2.35       |

#### Campeones de Ponches
| Año   | Nombre             | Ponches |
| ----- | ------------------ | ------- |
| 1978  | Aurelio Monteagudo | 222     |
| 1997  | Jesús Chito Ríos   | 121     |
| 2009  | Nerio Rodríguez    | 117     |
| 2016  | Josh Lowey         | 131     |
| 2017  | Josh Lowey         | 146     |
| P2018 | Josh Lowey         | 79      |

#### Campeones de Juegos Salvados
| Año   | Nombre         | Juegos |
| ----- | -------------- | ------ |
| 1995  | Felipe Murillo | 30     |
| 1998  | José Solarte   | 32     |
| 2013  | Víctor Moreno  | 33     |
| 2016  | Arcenio León   | 36     |
| 2017  | Chad Gaudin    | 29     |
| P2018 | Josh Lueke(2)  | 14     |

1 Comenzó la temporada con Saltillo.
2 Comenzó la temporada con Durango.

## Ejecutivos del año
La organización ha obtenido el nombramiento de Ejecutivo del Año en la LMB en dos ocasiones.
- 1985  Jorge Williamson.
- 2019  Gerardo Benavides.